# Brylivka
Brylivka (ukrainien : Брилівка, russe : Брилёвка) est une commune urbaine de l'oblast de Kherson, en Ukraine. Elle compte 4 182 habitants en 2021.